# Boca del Monte (Guatemala)
Concepción Boca del Monte, más conocido como Boca del Monte, (nombre que significa "lugar lleno de  árboles" ó "entrada a mucho monte") es una aldea urbana perteneciente al municipio de Villa Canales, situado al norte del municipio mencionado, y colinda al sureste y este del municipio de Santa Catarina Pinula y al sur y al oeste de la Ciudad de Guatemala, la capital de la República de Guatemala. Es una de las más grandes en cuanto al número de habitantes y movimiento comercial del Municipio de Villa Canales y del Departamento de Guatemala.  

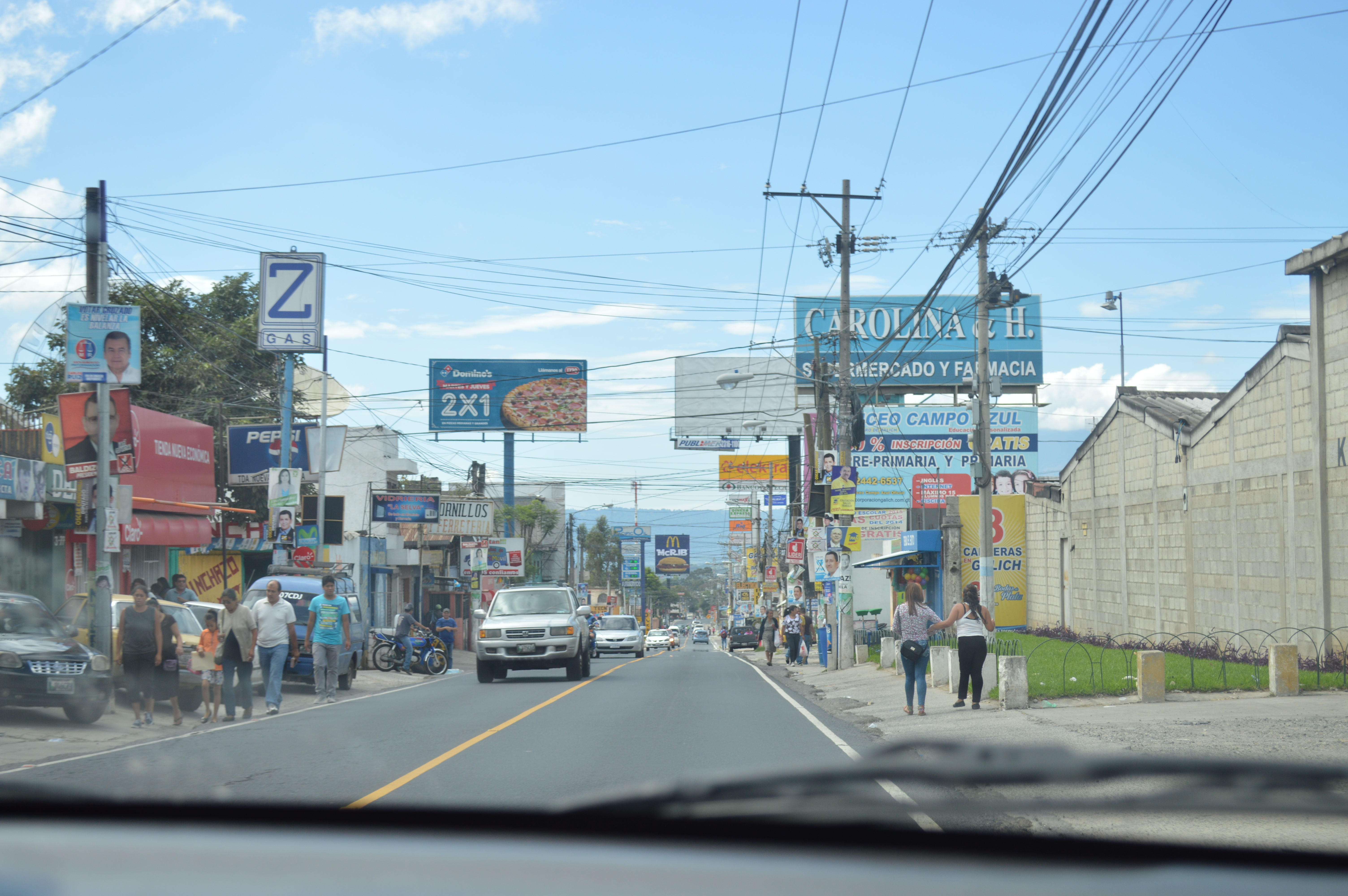
1 Avenida, Zona 1 de Boca del Monte, en dirección hacia la cabecera municipal de Villa Canales.

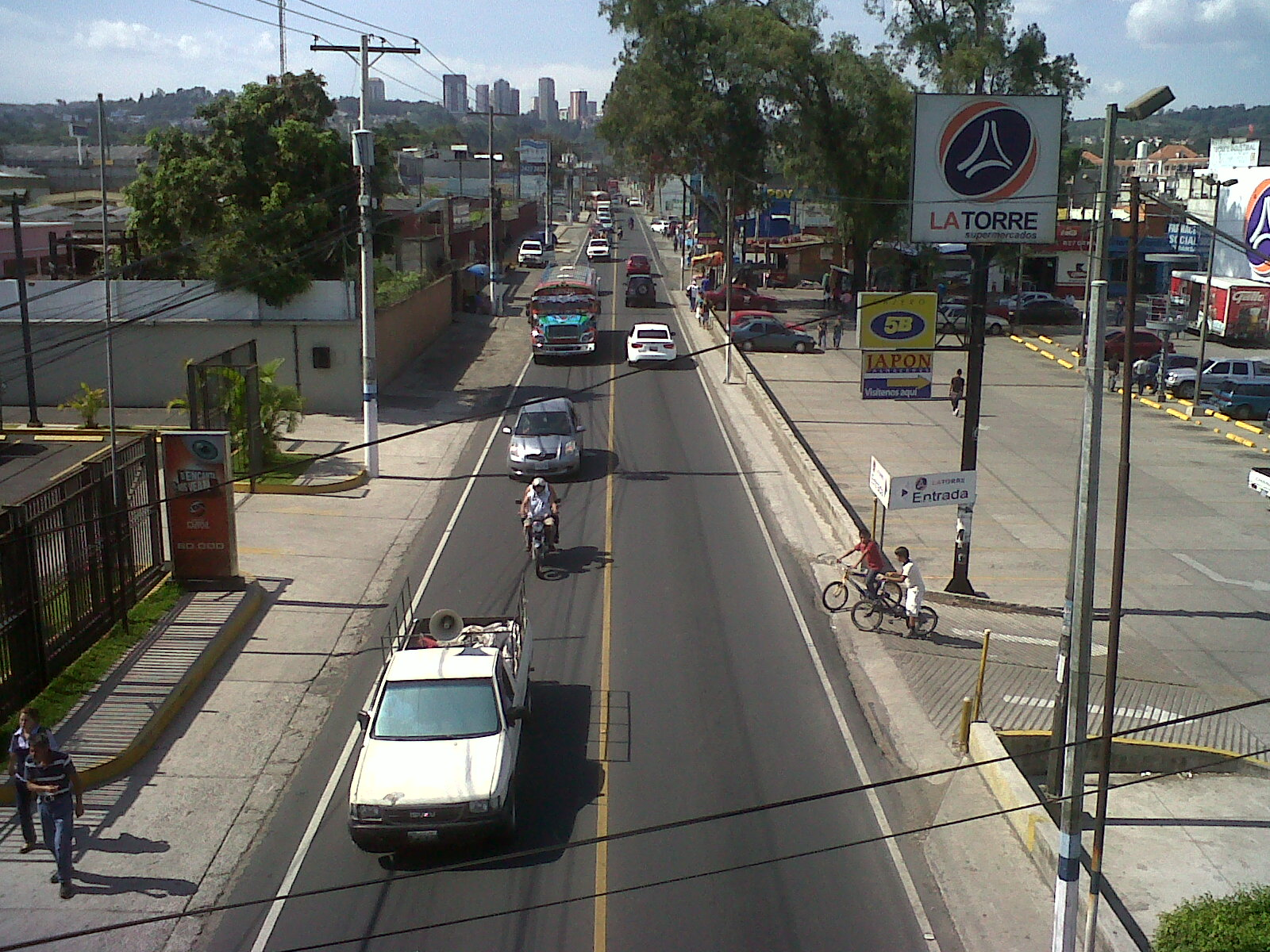
1 Avenida, Zona 1 de Boca del Monte. Al fondo, la Zonas 13 y 14 de la Ciudad de Guatemala.

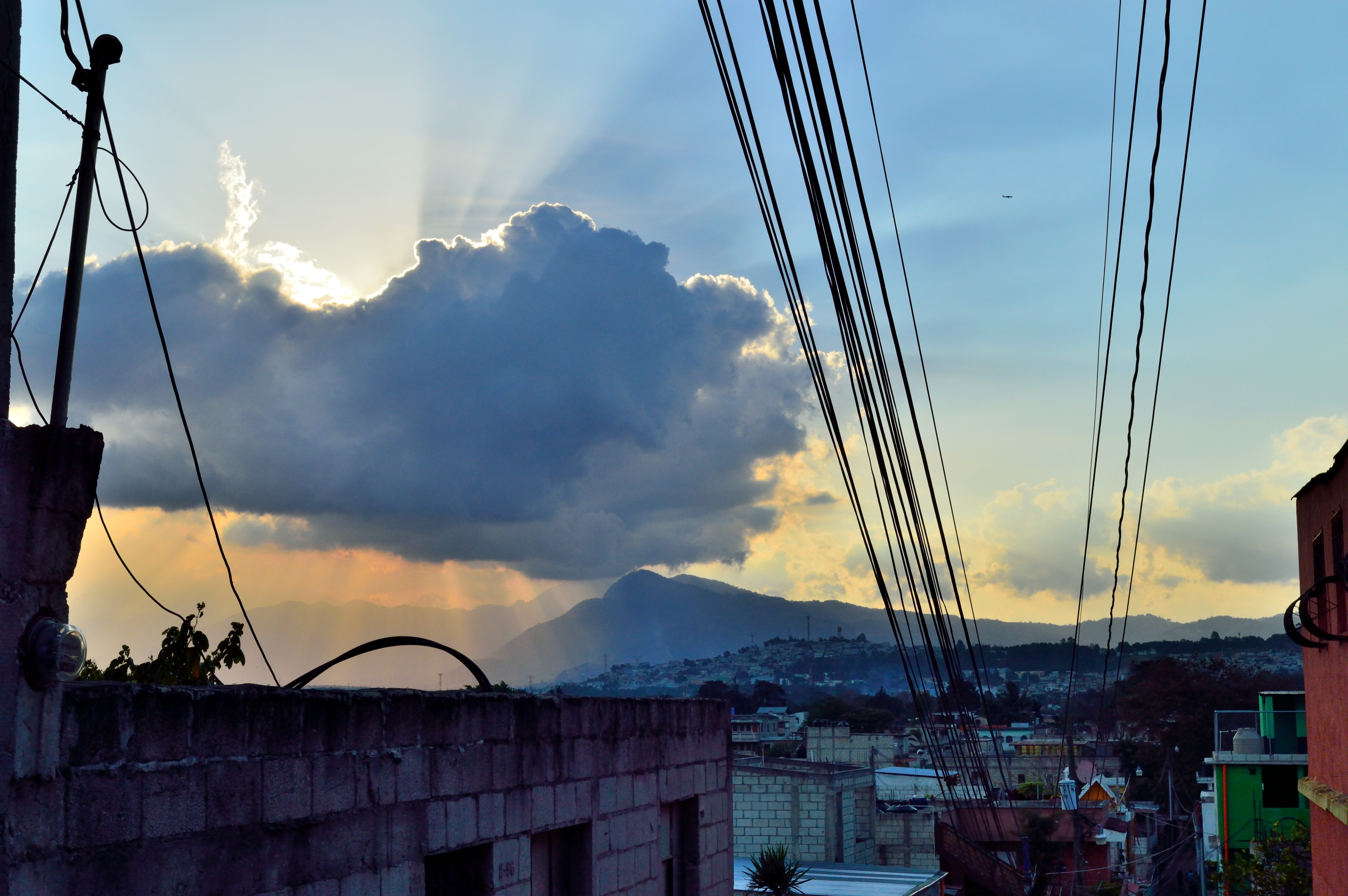
Atardecer desde la colonia El Matazano, Zona 3.

En términos geográficos, Boca del Monte es una aldea situada en el norte del municipio de Villa Canales, en el Departamento de Guatemala. Está situado a 12 kilómetros de la ciudad de Guatemala, capital del país. Se dividen en 5 zonas, y cada una de las zonas posee colonias, cantones y residenciales. Demográficamente, junto a la cabecera municipal de Villa Canales, conforman el 65% del total de la población del municipio canaleño.
Se caracteriza por ser una de las aldeas más grandes en términos de comercio de todo el país y la más grande del municipio de Villa Canales en cuanto a población.
Se formó cuando el general Justo Rufino Barrios, en agradecimiento, regaló a los soldados que pelearon con él para lograr la Unión Centroamericana, dándole a cada soldado cuatro manzanas, algunos de ellos fueron ubicados al sur de la ciudad de Guatemala, y ocurrió alrededor de los años 1875 al 1880.
Los pobladores de la aldea, su nombre se debe a dos teorías:
1. Cuando la ciudad de Guatemala se comenzó a sobrepoblar, uno de los puntos más cercanos para vivir fue en esta aldea y dado que se ubicaba un sistema de montañas la cual había muchos arbustos, vegetación y animales como micos, loros, ardillas y otros; por lo que le designaron el nombre de Boca del Monte .[cita requerida]
2. También se dice que se encontraron vestigios de la civilización Pocomán, los cuales se comprobaron por los muros encontrados en los terrenos que hoy ocupa una fábrica de cigarrillos, y unos túneles en el barranco contiguo al cementerio de la Aldea, lo cual fue verificado por el Instituto Indigenista.[cita requerida]

En Boca del Monte posee mucho movimiento comercial, que representa el 60% de los ingresos en cuanto a arbitrios del municipio de Villa Canales. En la aldea posee supermercados, restaurantes, farmacias de renombre nacional, mercados municipales y otros comercios de gran importancia. La mayor parte de los comercios se ubican sobre la 1.ª Avenida, en las Zonas 1, 2 y 3 de la aldea. Dentro de la avenida mencionada también se ubican algunas empresas de servicios y algunas fábricas, principalmente de plásticos y de café.
En cuanto a educación, posee escuelas públicas para educación primaria, institutos públicos de educación básica y colegios privados; en las que la mayoría de niños como jóvenes de la aldea asisten a ellas. Además, poseen centros regionales de algunas Universidades del país.
En el centro de la Aldea posee una iglesia católica, una estación de bomberos, un estadio de fútbol de la localidad, un centro de salud, una estación de policía, una alcaldía auxiliar del municipio de Villa Canales y un auditórium municipal.
En la Aldea se celebra el 8 de diciembre de cada año en honor a la Virgen de Concepción, como su feria titular.
Actualmente, Boca del Monte posee un Comité/Movimiento Pro-Municipio, en la que busca convertirse en municipio del departamento de Guatemala debido a que los servicios públicos básicos son precarias y las calles de la aldea, en mal estado. Aún está por definirse si se convierte en municipio.